# Armand Badereau
Armand Badereau (1745-1816), seigneur de Soullans et de Boiscorbeau, est un homme politique et chef royaliste des guerres de Vendée.

## Biographie

### Origine
Armand Badereau est le fils d'Armand Gabriel François Badereau, conseiller à la chambre des comptes de Bretagne, et de Bonne Lucas de La Championnière. Membre de la famille Badereau de Saint-Martin, il est le frère aîné de Louis Joseph Badereau.
Écuyer puis chevalier et seigneur de Soullans, il occupe son premier rôle politique en tant que procureur du roi au présidial de Nantes. Il participe ensuite aux assemblées de la noblesse de Poitiers en mars 1789 en préparation des États généraux de la même année. En 1790, il est nommé président du directoire de la Vendée par le conseil d'administration du département,. Il siège à Fontenay-le-Comte, et dénonce les agissements des armées républicaines dans le contexte d'une montée des tensions en Vendée, bien qu'il soit tout d'abord favorable à la Révolution.
Finalement, il s'oppose au procès de Louis XVI, et est donc démis de ses fonctions en 1792, puis bientôt condamné comme rebelle.

### Guerre de Vendée
En 1793, lors de guerre de Vendée, il entre dans la clandestinité et combat avec les royalistes de l'Armée catholique et royale. Il est alors mentionné aux côtés de François Athanase Charette et de Suzannet : "De Badereau, capitaine de Charette et de Suzannet ". Il semble être un des principaux agitateurs de la région, participant probablement à la réception d'or anglais alimentant la révolte à Calais.
Au mois de décembre 1795, favorable à la paix, il décide aux côtés de Jean-Baptiste de Couëtus, commandant en second de l'armée de Charette, de se soumettre à l'autorité républicaine. Il se retire dans un château près des Clouzeaux avec plusieurs officiers vendéens favorables à la paix : Jean-Baptiste de Couëtus, Pierre Thouzeau, chef de la division de Bouin, Félix Dubois de La Patellière, chef de la division de Machecoul, François Pichard, Charles Alexis de Lespinay, Jean Rousseau et François Morel, ainsi que René Monnier. L'assemblée est cependant surprise et arrêtée le matin du 4 janvier 1796 par un détachement républicain. Ramenés à Challans, les prisonniers sont jugés sommairement par un conseil militaire dirigé par un commissaire du Directoire nommé Jacquelin. Couëtus et Thouzeau sont condamnés à mort, tandis que Dubois, Badereau, Lespinay et Monnier sont condamnés à la réclusion jusqu'à la paix et sont transférés à Nantes, puis Saumur. Armand Badereau est jugé en seconde instance le 29 décembre 1796 où il n'est finalement condamné qu'à trois mois de détention,.

### Après la guerre
Il est déclaré émigré le Ier thermidor an III. De retour en France sous l'Empire, il est nommé par acte de Napoléon Ier conseiller à la Cour impériale de Poitiers, le 23 mai 1811.
En 1815, pendant la période des Cent Jours, il rejoint à nouveau la révolte vendéenne, et accueille dans son château de La Motte-Fouquerant (Soullans), Louis de La Rochejaquelein et son frère Auguste, Pierre Constant de Suzannet ainsi que les autres chefs vendéens avant la Bataille des Mathes qui verra Louis de La Rochejaquelein, touché d'une balle en plein cœur, mourir au devant de ses hommes.

## Famille
Armand Badereau épouse Julienne Renée Perrine Jeusse du Feu avec qui il a 8 enfants.